# Sopot Open 2005
Il Sopot Open 2005 è stato un torneo di tennis giocato sulla terra rossa. È stata l'8ª edizione del Sopot Open che fa parte della categoria International Series nell'ambito dell'ATP Tour 2006. 
Si è giocato a Sopot in Polonia, dal 1º al 6 agosto 2005.

## Campioni

### Singolare
Gaël Monfils ha battuto in finale  Florian Mayer per 7–6(6), 4–6, 7–5.

### Doppio
Mariusz Fyrstenberg /  Marcin Matkowski hanno battuto in finale  Lucas Arnold Ker /  Sebastián Prieto con il punteggio di 7–6(7), 6-4.